# Chazaliella macrocarpa
Chazaliella macrocarpa är en måreväxtart som beskrevs av Bernard Verdcourt. Chazaliella macrocarpa ingår i släktet Chazaliella och familjen måreväxter. Inga underarter finns listade i Catalogue of Life.